# Nocturne, Op. 27 (Chopin)

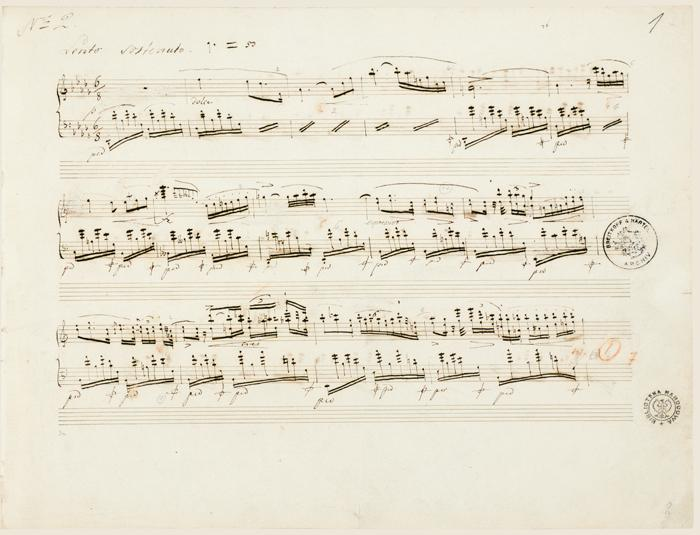
Manuscris din Nocturne Op. 27, No. 2

Nocturne, op. 27 este un set de două piese solo de pian compuse de Frédéric Chopin. Piesele au fost compuse în 1836  și publicate în 1837. Ambele nocturne din acest opus sunt dedicate contesei d'Appony.
Această publicație a marcat trecerea de la tripletele nocturnelor la perechi contrastante. 
David Dubal consideră că piesele sunt "mai bine descrise ca balade în miniatură".  Blair Johnson afirmă că aceste două nocturne sunt "două dintre cele mai puternice și cele mai renumite nocturne pe care Chopin le-a scris vreodată" și că aceste nocturne sunt "practic nerecunoscute" față de tradiția lui John Field . 

## Nocturna în C-sharp minor, Op. 27 Nr. 1

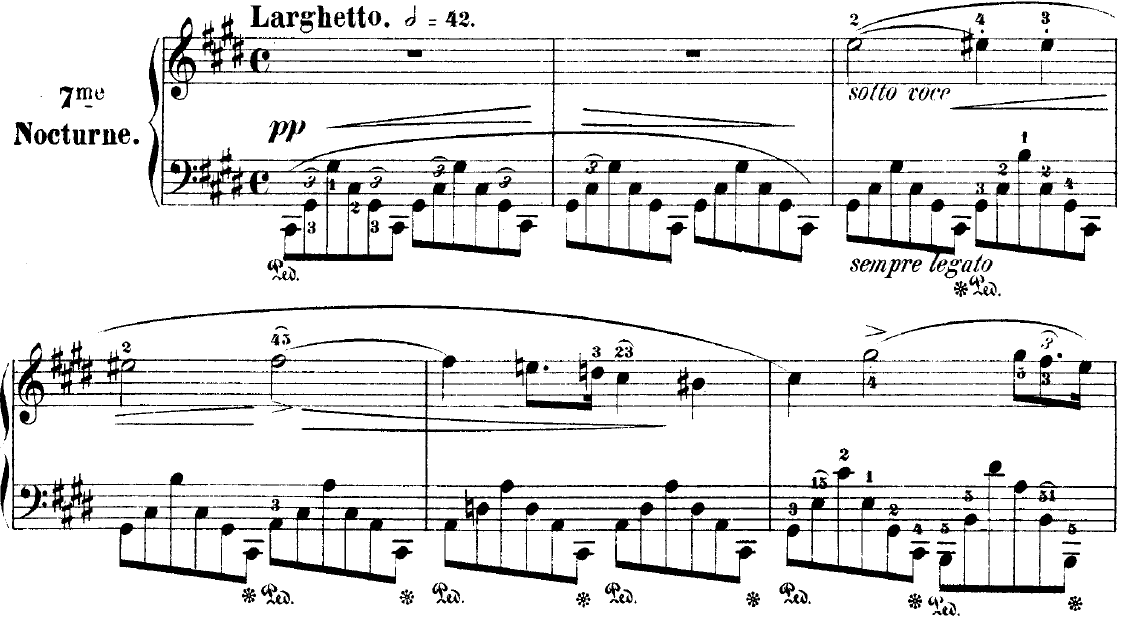
Barele de deschidere ale nocturnei Nr. 7 în C-sharp minor

Nocturna în C-sharp minor este marcat inițial Larghetto și este în 4/4. Se trece la più mosso (mai multă mișcare) în măsura 29. piesa se întoarce la ritmul inițial în măsura 84 și se termină într-un adagio începând cu măsura 99. Piesa este de 101 măsuri și scrisă în formă ternară cu coda ; se introduce tema principală, urmată de o temă secundară și o repetare a primului.
Deschiderea se alternează între major și minor și folosește arpegii, care se găsesc și în alte nocturne, în stânga. Sună a "grilaj morbid și intenționat".  James Friskin a remarcat că piesa necesită o "extindere neobișnuit de largă a mâinii stângi" la început și a numit piesa "fină și tragică". James Huneker a comentat că piesa este "o capodoperă"  , indicând "melodia morbidă și persistentă" a mâinii stângi.  Pentru David Dubal, più mosso are o "putere neliniștită și vehementă",ca o lucrare de-a lui Beethoven din cauza naturii agitate a acestei secțiuni.  Coda "îi reamintește ascultătorului cumplititatea inepuizabilă a lui Chopin", conform lui Dubal  , în timp ce Huneker îl numește "un climat surprinzător urmat de soare", înainte de a reveni la tema de deschidere. 

### În teatru
Primul duet al baletului În noapte de Jerome Robbins (1970) a fost coregrafia acestei piese.

### Extrase

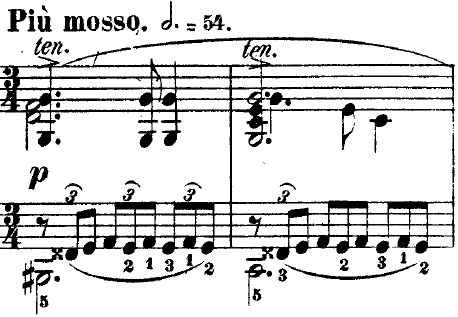
A doua temă a nocturnei Nr. 7 în C-sharp minor
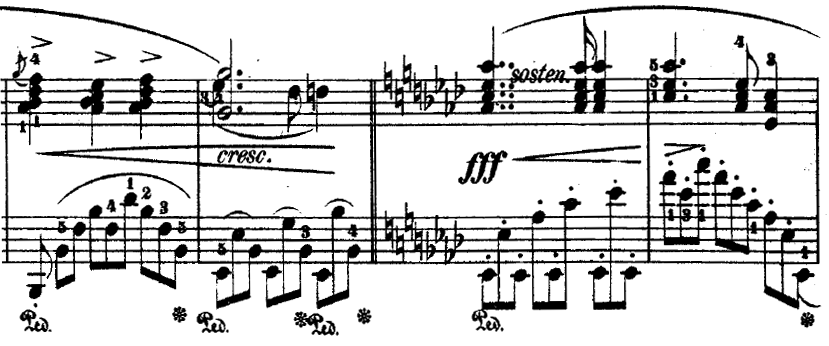
Modularea la  A-flat major

## Nocturna în D-flat major, Op. 27, Nr. 2

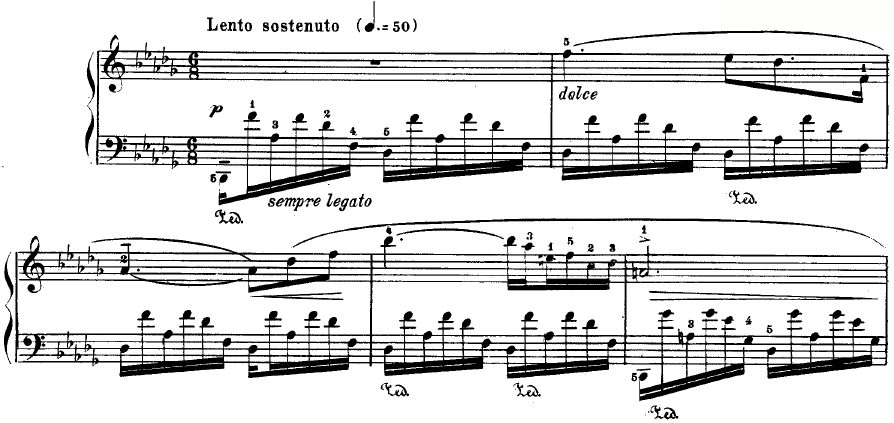
Barele de deschidere ale nocturnei Nr.8 în D-flat major

Nocturna în D-flat major este marcat inițial ca Lento sostenuto și este în 6/8. Se compune din două strofe, repetate în variații din ce în ce mai complexe. Piesa este de 77 de măsuri lungime.

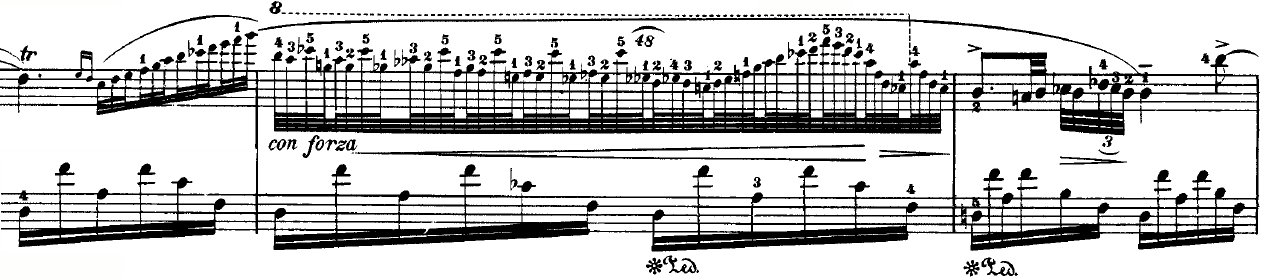
Unele dintre ornamentele extrem de complicate ale nocturnei Nr. 8

Blair Johnston numește cadența principală , aproape de sfârșitul piesei, "unul dintre momentele cele mai glorioase din întregul proces al lui Chopin".  Johnston numește, de asemenea, piesa "unul dintre cele mai grațioase eseuri ale lui [Chopin] în practicile ornamentale de fioritură ".  Huneker afirmă că piesa "conține într-adevăr doar un singur subiect și este un cântec al verilor dulci de două suflete, căci înțelesul este evident în dualitatea vocii".  El susține de asemenea că piesa este "cea mai interesantă din punct de vedere armonic".  Friskin afirmă că piesa conține "ritmuri și greșeli sparte care necesită o atingere delicată de mână". 
Piesa, ocazional, a fost prezentă în cultura populară, cum ar fi în 1977 filmul Spionul care m-a iubit , filmul rusesc din 1998 Bărbierul din Siberia , iar webcomic-ul Saturday Morning Breakfast Cereal. 